# XV mondial
Un XV Mondial est une équipe de rugby à XV composée de joueurs de différentes nationalités. Plusieurs sélections de ce type ont été mises sur pied depuis les années 1970, le plus souvent pour jouer contre des sélections nationales à l'occasion de jubilés ou de célébrations diverses. Un match joué avec un XV Mondial n'est généralement pas considéré comme une cape.

## Histoire
Il y a eu plusieurs exemples de XV Mondiaux entre 1971 et 2008.

### Années 1970: Centenaires des fédérations des Îles Britanniques
Entre 1971 et 1974, les centenaires des fédérations de rugby à XV anglaise, écossaise et irlandaise donnent lieu à des rencontres entre leurs équipes nationales respectives et des sélections internationales désignées à chaque fois sous le terme de "XV du Président".

#### 1971: XV du Président contre l'Angleterre
Le 17 avril 1971, une sélection internationale affronte l'Équipe d'Angleterre de rugby à XV au stade de Twickenham près de Londres à l'occasion du centenaire de la Fédération anglaise de rugby à XV (RFU). Le XV, composé à l'invitation du président de la RFU, comprend des joueurs australiens, fidjiens, français, néo-zélandais et sud-africains. Il remporte la rencontre sur le score de 28 à 11.
| 17 avril 1971 | Angleterre                                                            | 11 – 28 (3 – 3) | XV du Président 1971                                                                                             | Twickenham, Londres Arbitre : Michael H. Titcomb |
| 17 avril 1971 | Essai(s) : Hiller Transformation(s) : Hiller Pénalité(s) : Hiller (2) |                 | Essai(s) : Kirkpatrick (2), Marais, Williams (3) Transformation(s) : Villepreux (5) Pénalité(s) : Villepreux (1) | Twickenham, Londres Arbitre : Michael H. Titcomb |
| 17 avril 1971 |                                                                       |                 | | Twickenham, Londres Arbitre : Michael H. Titcomb |

| Angleterre Titulaires Bob Hiller 15 Jeremy Janion 14 (cap.) John Spencer 13 David Duckham 12 Peter Glover 11 Dick Cowman 10 Nigel Starmer-Smith 9 Peter Dixon 8 Tony Neary 7 Roger Creed 6 Christopher Ralston 5 Peter Larter 4 Fran Cotton 3 John Pullin 2 Stack Stevens 1 |  |  |  | XV du Président 1971 Titulaires 15 Pierre Villepreux 14 Steve Knight 13 Jo Maso 12 Joggie Jansen 11 Bryan Williams 10 Wayne Cottrell 9 Dawie de Villiers 8 Ian Kirkpatrick 7 (cap.) Brian Lochore 6 Greg Davis 5 Frik du Preez 4 Colin Meads 3 Hannes Marais 2 Peter Johnson 1 Roy Prosser |

#### 1973: XV du Président contre l'Écosse
Le 31 mars 1973, une sélection internationale affronte l'Équipe d'Écosse de rugby à XV à Murrayfield à l'occasion du centenaire de la Fédération écossaise de rugby à XV (SRU). Le XV, composé à l'invitation du président de la SRU, comprend des joueurs australiens, français, néo-zélandais et sud-africains. Il s'incline sur le score de 27 à 16.
| 31 mars 1973 | Écosse                                                                                           | 27 - 16 (10 – 6) | XV du Président 1973                                        | Murrayfield, Édimbourg Arbitre : Meirion Joseph |
| 31 mars 1973 | Essai(s) : Gill (2), McHarg, Shedden, Telfer Transformation(s) : Irvine (2) Pénalité(s) : Irvine |                  | Essai(s) : Burnet, Hales (2) Transformation(s) : McLean (2) | Murrayfield, Édimbourg Arbitre : Meirion Joseph |
| 31 mars 1973 |                                                                                                  |                  |                                                             | Murrayfield, Édimbourg Arbitre : Meirion Joseph |

| Écosse Titulaires Andy Irvine 15 Drew Gill 14 Ian McGeechan 13 Ian Forsyth 12 David Shedden 11 Colin Telfer 10 Doug Morgan 9 Peter Brown 8 Gordon Strachan 7 Nairn MacEwan 6 Gordon Brown 5 Alastair McHarg 4 Sandy Carmichael 3 Robert Clark 2 Ian McLauchlan (cap.) 1 |  |  |  | XV du Président 1973 Titulaires 15 Ray Carlson 14 Jeff McLean 13 Dave Burnet 12 Duncan Hales 11 Grant Batty 10 Ian Stevens 9 Lin Colling 8 Piet Greyling 7 (cap.) Alex Wyllie 6 Jan Ellis 5 Alan Sutherland 4 Benoit Dauga 3 David Dunworth 2 René Bénésis 1 Jean Iraçabal |

#### 1974: XV du Président contre l'Irlande
Le 7 septembre 1974, une sélection internationale affronte l'Équipe d'Irlande de rugby à XV à Lansdowne Road à l'occasion du centenaire de la Fédération irlandaise de rugby à XV (IRFU). Le XV comprend des joueurs anglais, australiens, canadien, écossais, français, gallois et sud-africains. Les deux équipes font match nul sur le score de 18 à 18.
| 7 septembre 1974 | Irlande                                                                               | 18 - 18 (12 – 12) | XV du Président 1974                                                                   | Lansdowne Road, Dublin Arbitre : Norman Sanson |
| 7 septembre 1974 | Essai(s) : McKinney, Slattery Transformation(s) : Gibson (2) Pénalité(s) : Gibson (2) |                   | Essai(s) : Edwards, Williams Transformation(s) : Bennett (2) Pénalité(s) : Bennett (2) | Lansdowne Road, Dublin Arbitre : Norman Sanson |
| 7 septembre 1974 |                                                                                       |                   |                                                                                        | Lansdowne Road, Dublin Arbitre : Norman Sanson |

| Irlande Titulaires Anthony Ensor 15 Tom Grace 14 Mike Gibson 13 Dick Milliken 12 Arthur McMaster 11 Michael Quinn 10 John Moloney 9 Terry Moore 8 Fergus Slattery 7 Stewart McKinney 6 Moss Keane 5 Willie-John McBride (cap.) 4 Sean Lynch 3 Ken Kennedy 2 Ray McLoughlin 1 Remplaçants Alan Doherty 16 Donal Eugene Spring 17 Donal Martin Canniffe 18 Patrick Joseph Agnew 19 Patrick Charles Whelan 20 Seamus Mary Deering 21 |  |  |  | XV du Président 1974 Titulaires 15 Barry Legh 14 Andy Irvine 13 Ian McCallum 12 Alain Marot 11 JJ Williams 10 Phil Bennett 9 Gareth Edwards 8 (cap.) Andy Ripley 7 Tony Neary 6 Victor Boffelli 5 Alain Estève 4 Garrick Fay 3 Jean-Louis Azarete 2 Bobby Windsor 1 Ian McLauchlan Remplaçants 16 Andy van der Watt 17 Ro Hindson 18 Richard Astre 19 Rex David l'Estrange 20 Piet van Deventer 21 Jean-Louis Ugartemendia |

### 1977: XV Mondial contre l'Afrique du Sud
Le 27 août 1977, une sélection mondiale joue contre l'Afrique du Sud au Loftus Versfeld Stadium de Pretoria devant 65 000 spectateurs. Le XV Mondial comprend entre autres Gareth Edwards, JPR Williams, Willie-John McBride, Sandy Carmichael et Hugo Porta qui est remplaçant. Ce jour-là Morné du Plessis conduit les Sud-Africains, qui mènent 22 à 14 à la mi-temps, à une victoire éclatante 45-24 sur le XV Mondial. Les Springboks gagnent grâce notamment à six essais de Theuns Stofberg (2), Gerrie Germishuys, Hermanus Potgieter, Barry Wolmarans et Dawie Snyman contre quatre essais de Jean-Luc Averous (2), Paul McLean et Andy Haden.
| 27 août 1977 | Afrique du Sud | 45 - 24 (22 - 12) | XV Mondial 1977                                                                    | Loftus Versfeld, Pretoria Arbitre : Johan S. Gouws |
| 27 août 1977 | Essai(s) : Barry Wolmarans, Dawie Snyman, G. Germishuys, Hermanus Potgieter, T. Stofberg (2) Transformation(s) : Robbie Blair (3) Pénalité(s) : Robbie Blair (5) |                   | Essai(s) : A. Haden, J-L. Averous (2), P. McLean Transformation(s) : P. McLean (4) | Loftus Versfeld, Pretoria Arbitre : Johan S. Gouws |
| 27 août 1977 | |                   |                                                                                    | Loftus Versfeld, Pretoria Arbitre : Johan S. Gouws |

| Afrique du Sud Titulaires Dawie Snyman 15 Hermanus Potgieter 14 Dirk Froneman 13 Christo Wagenaar 12 Gerrie Germishuys 11 Robbie Blair 10 Barry Wolmarans 9 (cap.) Morné Du Plessis 8 Theuns Stofberg 7 Piet Veldsman 6 Louis Moolman 5 Moaner van Heerden 4 Daan Du Plessis 3 Robert Cockrell 2 Nic Bezuidenhout 1 Remplaçants Edrich Krantz 16 De Wet Ras 17 Gert Schutte 18 Ewoud Malan 19 Martiens Le Roux 20 Corrie Pypers 21 |  |  |  | XV Mondial Titulaires 15 JPR Williams 14 Gerald Davies 13 Alejandro Travaglini 12 Bill Osborne 11 J-L. Averous 10 Paul McLean 9 Gareth Edwards 8 Alan Sutherland 7 J-P. Rives 6 Ian Kirkpatrick 5 Andy Haden 4 (cap.) Willie-John McBride 3 Billy Bush 2 Tane Norton 1 Gérard Cholley Remplaçants 16 Michael Quinn 17 Hugo Porta 18 Malcolm Young 19 Alain Paco 20 José Fernández 21 Pole Whiting |

Quatre jours plus tard, le XV Mondial joue contre la Western Province au Newlands Stadium du Cap. Cette fois Porta commence le match en compagnie de Williams, McBride, et Carmichael, Alan Sutherland jouant face à Du Plessis. Le joueur de couleur Errol Tobias, représentant la fédération d'Afrique du Sud, joue remplaçant pour le XV mondial.

### Années 1980: Tournées en Argentine
Dans les années 1980, deux matches sont organisés entre l'Argentine et des sélections mondiales. Les deux matches sont remportés par l'Argentine sur les scores de 36 à 22 en 1980 et 28 à 20 en 1983. À cette époque où aucune compétition internationale régulière n'existe en dehors du Tournoi des Cinq Nations et de la Bledisloe Cup, l'Argentine, dirigée depuis 1976 par une junte militaire, tout comme l'Afrique du Sud de l'''apartheid'', éprouvent des difficultés à organiser des rencontres internationales contre les autres nations majeures du rugby.

#### Match Argentine contre XV Mondial 1980
Le match se joue au stade du Ferro Carril Oeste de Buenos Aires. L'Argentine, qui mène 16 à 0 à la mi-temps, remporte le match 36 à 22 malgré une bonne deuxième période du XV Mondial.
| 9 août 1980 | Argentine                                                                               | 36 – 22 (16 – 0) | XV Mondial 1980                                                                    | Ferro Carril Oeste, Buenos Aires Arbitre : S. Strydom |
| 9 août 1980 | Essai(s) : Campo, Mastai (2), Sansot (2), Silva (en), Ure Transformation(s) : Porta (4) |                  | Essai(s) : Fenwick, Fouroux, Scott, Slemen Transformation(s) : O'Brien, Slemen (2) | Ferro Carril Oeste, Buenos Aires Arbitre : S. Strydom |
| 9 août 1980 |                                                                                         |                  |                                                                                    | Ferro Carril Oeste, Buenos Aires Arbitre : S. Strydom |

| Argentine Titulaires Martin Sansot 15 Marcelo Campo 14 Rafael Madero 13 Marcelo Loffreda 12 Adolfo Cappelletti 11 (cap.) Hugo Porta 10 Tomas Landajo 9 Ricardo Mastai 8 Héctor Silva (en) 7 Gabriel Travaglini 6 Alejandro Iachetti 5 Ernesto Ure 4 Topo Rodriguez 3 Alejandro Cubelli 2 Fernando Morel 1 Remplaçants Alejandro Cerioni 16 Javier Perez Cobo 17 Marcos Iachetti 18 Alfredo Soares Gache 19 Juan Pablo Piccardo 20 Daniel Baetti 21 |  |  |  | XV Mondial Titulaires 15 Kevin O'Brien 14 Mike Slemen 13 Roland Bertranne 12 Steve Fenwick 11 Bruce Gemmell 10 Bernard Viviès 9 Jacques Fouroux 8 John Scott 7 Alistair MacGregor Martin 6 Jean-Pierre Rives 5 Nicholas Martin 4 Maurice Colclough 3 John Doubleday 2 Jean-Louis Dupont 1 Robert Paparemborde Remplaçants 16 Barry Ninnes |

#### Match Argentine contre XV Mondial 1983
Le match qui se joue à l'Atlanta Stadium de Buenos Aires est remporté par l'Argentine sur le score de 28 à 20.
| 25 juin 1983 | Argentine                                                                                                | 28 – 20 | XV Mondial 1983                                                                              | Atlanta Stadium, Buenos Aires Arbitre : Jean-Claude Yche |
| 25 juin 1983 | Essai(s) : Campo, Courreges, Madero, Palma Transformation(s) : Loffreda 2, Sansot Pénalité(s) : Loffreda |         | Essai(s) : Berbizier, Cunningham, Pardo Vidal Transformation(s) : Ella Pénalité(s) : Campese | Atlanta Stadium, Buenos Aires Arbitre : Jean-Claude Yche |
| 25 juin 1983 | |         |                                                                                              | Atlanta Stadium, Buenos Aires Arbitre : Jean-Claude Yche |

| Argentine Titulaires Daniel Baetti 15 Marcelo Campo 14 Marcelo Loffreda 13 Bernardo Miguens 12 Jose Palma 11 Rafael Madero 10 (cap.) Alfredo Soares Gache 9 Buenaventura Minguez 8 Carlos Neyra 7 Tomas Petersen 6 Eliseo Branca 5 Gustavo Milano 4 Serafín Dengra 3 Andrés Courreges 2 Pablo Devoto 1 Remplaçants Martin Sansot 16 Gabriel Travaglini 17 Topo Rodriguez 18 |  |  |  | XV Mondial Titulaires 15 David Campese 14 Gary Cunningham 13 Bruce Robertson 12 Patrick Mesny 11 Qele Ratu 10 Mark Ella 9 Pierre Berbizier 8 Rod Ketels 7 Thierry Janeczek 6 Tomas Pardo Vidal 5 Stuart Rutherford 4 Graeme Higginson 3 Philippe Dintrans 2 Chufo Bueno Cabeza 1 Patrick Salas Remplaçants 16 Luis Ramirez 17 Jorge Zerbino 18 Ramon Nuche Lopez-Bravo |

### 1986: XV Mondiaux du centenaire de l'IRB
- En 1986, deux sélections internationales sont créés à l'occasion du centenaire de l'International Rugby Board :

le XV du Reste du Monde, qui comprend des joueurs australiens, français, néo-zélandais et sud-africains bat les Lions britanniques et irlandais le 16 avril 1986 à l'Arms Park de Cardiff sur le score de 15 à 7.
le Overseas Unions rugby union team, composé de joueurs australiens, néo-zélandais et sud-africains, bat une sélection de joueurs du Tournoi des cinq nations le 19 avril 1986 au stade de Twickenham sur le score de 32 à 13.
| 16 avril 1986 | Lions britanniques                                         | 7 - 15 (7 - 6) | XV du Reste du Monde                                                                                           | Arms Park, Cardiff Arbitre : Bob Francis |
| 16 avril 1986 | Essai(s) : John Beattie Transformation(s) : Gavin Hastings |                | Essai(s) : Nick Farr-Jones, Simon Poidevin Transformation(s) : Michael Lynagh (2) Pénalité(s) : Michael Lynagh | Arms Park, Cardiff Arbitre : Bob Francis |
| 16 avril 1986 |                                                            |                | | Arms Park, Cardiff Arbitre : Bob Francis |

| Lions britanniques Titulaires Gavin Hastings 15 Trevor Ringland 14 Brendan Mullin 13 John Devereux 12 Rory Underwood 11 John Rutherford 10 Robert Jones 9 John Beattie 8 Nigel Carr 7 John Jeffrey 6 Donal Lenihan 5 Wade Dooley 4 Des Fitzgerald 3 (cap.) Colin Deans 2 Jeff Whitefoot 1 Remplaçants Malcolm Dacey 16 Iain Paxton 17 Steve Brain 18 Iain Milne 19 Michael Kiernan 20 Richard Hill 21 |  |  |  | XV du Reste du Monde Titulaires 15 Serge Blanco 14 Patrick Esteve 13 (cap.) Andy Slack 12 Michael Lynagh 11 John Kirwan 10 Wayne Smith 9 Nick Farr-Jones 8 Murray Mexted 7 Simon Poidevin 6 Mark Shaw 5 Schalk Burger Sr. 4 Steve Cutler 3 Gary Knight 2 Tom Lawton 1 Topo Rodriguez |

| 19 avril 1986 | 5 Nations                                                                                     | 13 - 32 | Overseas Unions                                                                                                 | Twickenham, Londres Arbitre : D. Burnett |
| 19 avril 1986 | Essai(s) : Trevor Ringland (2) Transformation(s) : Serge Blanco Pénalité(s) : Michael Kiernan |         | Essai(s) : Gerber (2), Kirwan, C. du Plessis, Rodriguez, Shaw Transformation(s) : Botha Pénalité(s) : Botha (2) | Twickenham, Londres Arbitre : D. Burnett |
| 19 avril 1986 |                                                                                               |         | | Twickenham, Londres Arbitre : D. Burnett |

| 5 Nations Titulaires Serge Blanco 15 Trevor Ringland 14 Philippe Sella 13 Michael Kiernan 12 Rory Underwood 11 Malcolm Dacey 10 Richard Hill 9 Laurent Rodriguez 8 Iain Paxton 7 John Jeffrey 6 (cap.) Donal Lenihan 5 Jean Condom 4 Iain Milne 3 Steve Brain 2 Jeff Whitefoot 1 |  |  |  | Overseas Unions Titulaires 15 Roger Gould 14 John Kirwan 13 Danie Gerber 12 Warwick Taylor 11 Carel du Plessis 10 Naas Botha 9 Dave Loveridge 8 Mark Shaw 7 Steve Tuynman 6 Simon Poidevin 5 Andy Haden 4 Steve Cutler 3 Flippie van der Merwe 2 (cap.) Andy Dalton 1 Topo Rodriguez |

### 1989: Tournée en Afrique du Sud
- En 1989, un XV Mondial est créé avec l'aval de l'IRB et le financement des South African Breweries pour jouer deux tests contre l'Afrique du Sud à l'occasion des célébrations du centenaire de la fédération sud-africaine de rugby à XV (SARB). Les springboks remportent les deux matchs, le 26 août 1989 au Newlands Stadium du Cap sur le score de 20-19 et le second le 2 septembre 1989 à l'Ellis Park de Johannesburg sur le score de 22-16.

| 26 août 1989 | Afrique du Sud                                                                    | 20 - 19 (9 - 6) | XV Mondial 1989                                                                             | Newlands Stadium, Le Cap 45 000 spectateurs Arbitre : K. Fitzgerald |
| 26 août 1989 | Essai(s) : Botha, Knoetze, Smal Transformation(s) : Botha Pénalité(s) : Botha (2) |                 | Essai(s) : Rodriguez, Sella, Williams Transformation(s) : Charvet (2) Pénalité(s) : Charvet | Newlands Stadium, Le Cap 45 000 spectateurs Arbitre : K. Fitzgerald |
| 26 août 1989 |                                                                                   |                 |                                                                                             | Newlands Stadium, Le Cap 45 000 spectateurs Arbitre : K. Fitzgerald |

| Afrique du Sud Titulaires Johan Heunis 15 Kobus Burger 14 Faffa Knoetze 13 Michael du Plessis 12 Carel du Plessis 11 Naas Botha 10 Garth Wright 9 (cap.) Jannie Breedt 8 Gert Smal 7 Burger Geldenhuys 6 Adolph Malan 5 Niel Hugo 4 Flippie van der Merwe 3 Uli Schmidt 2 Hein Rodgers 1 Remplaçants André Joubert 16 Helgard Muller 17 Andrew Paterson 18 Frans Erasmus 19 Wahl Bartmann 20 Robert du Preez 21 |  |  |  | XV Mondial Titulaires 15 G.J. Martin 14 I.M. Williams 13 Ph. Sella 12 D. Charvet 11 M.R. Hall 10 F. Mesnel 9 (cap.) P. Berbizier 8 L. Rodriguez 7 P.J. Winterbottom 6 M.C. Teague 5 R.J. McCall 4 W.A. Campbell 3 J.A. Probyn 2 T.A. Lawton 1 P.A.G. Rendall |

| 2 septembre 1989 | Afrique du Sud                                                                                          | 22 - 16 (6 - 7) | XV Mondial 1989                                                                         | Ellis Park Stadium, Johannesburg 61 000 spectateurs Arbitre : K. Fitzgerald |
| 2 septembre 1989 | Essai(s) : Michael du Plessis, Heunis Transformation(s) : Botha Pénalité(s) : Botha (3) Drop(s) : Botha |                 | Essai(s) : Williams, Berbizier Transformation(s) : Martin Pénalité(s) : Charvet, Martin | Ellis Park Stadium, Johannesburg 61 000 spectateurs Arbitre : K. Fitzgerald |
| 2 septembre 1989 | |                 |                                                                                         | Ellis Park Stadium, Johannesburg 61 000 spectateurs Arbitre : K. Fitzgerald |

| Afrique du Sud Titulaires Johan Heunis 15 Kobus Burger 14 Faffa Knoetze 13 Michael du Plessis 12 Carel du Plessis 11 Naas Botha 10 Garth Wright 9 (cap.) Jannie Breedt 8 Gert Smal 7 Burger Geldenhuys 6 Adolph Malan 5 Niel Hugo 4 Frans Erasmus 3 Uli Schmidt 2 Hein Rodgers 1 Remplaçants Andrew Paterson 16 Balie Swart 17 Wahl Bartmann 18 Robert du Preez 19 Helgard Muller 20 André Joubert 21 |  |  |  | XV Mondial Titulaires 15 G.J. Martin 14 I.M. Williams 13 Ph. Sella 12 D. Charvet 11 M.R. Hall 10 F. Mesnel 9 (cap.) P. Berbizier 8 L. Rodriguez 7 P.J. Winterbottom 6 M. Cecillon 5 R.J. McCall 4 R.L. Norster 3 J-P. Garuet 2 T.A. Lawton 1 P.A.G. Rendall |

### 1992: Tournée en Nouvelle-Zélande
- À l'occasion du centenaire de la fédération, les all blacks jouent trois matches contre une sélection mondiale. Les Néo-Zélandais perdent le match d'ouverture mais gagnent les deux suivants pour remporter la série 2 à 1[13].

| Date          | Lieu         | Vainqueur     | Score   | Perdant       |
| ------------- | ------------ | ------------- | ------- | ------------- |
| 18 avril 1992 | Christchurch | World XV 1992 | 28 – 14 | All Blacks    |
| 22 avril 1992 | Wellington   | All Blacks    | 54 – 26 | World XV 1992 |
| 25 avril 1992 | Auckland     | All Blacks    | 26 – 15 | World XV 1992 |

### 1993: XV du Président contre les Barbarians français
Le 19 juin 1993, une sélection internationale affronte les Barbarians français  au Stade Lesdiguières à l'occasion du centenaire du rugby à Grenoble.
| 14 juin 1993 | XV du Président                                                                                   | 34-92 (24-42) | Barbarians français | Stade Lesdiguières, Grenoble 10 000 spectateurs Arbitre : Pierre Bertherat |
| 14 juin 1993 | Essai(s) : Geoghegan, Adams (2), Mesnel, Ross Transformation(s) : F Vélo (3) Pénalité(s) : F Vélo |               | Essai(s) : Bonneval, Ntamack (3), Faugeron, Charvet, Dal Maso (2), Lafond, McDowell, Estève (2), Champ, Carminati Transformation(s) : Charvet (3), Lafond (6), Lescarboura, Mullin | Stade Lesdiguières, Grenoble 10 000 spectateurs Arbitre : Pierre Bertherat |
| 14 juin 1993 |                                                                                                   |               | | Stade Lesdiguières, Grenoble 10 000 spectateurs Arbitre : Pierre Bertherat |

| XV du Président Titulaires Frédéric Vélo 15 Simon Geoghegan 14 Chris Thomas 13 Éric Blanc 12 Wayne Proctor 11 Franck Mesnel 10 Rupert Moon 9 Phil Davies 8 Philippe Chamayou 7 Gregory Kacala 6 Grant Ross 5 Thierry Devergie 4 Laurence Hullena (en) 3 Vincent Moscato 2 Victor Ubogu 1 Remplaçants Ibrahim Hasagic Franck Corrihons Philippe Meunier Philippe Gimbert Virgil Năstase Darren Adams Entraîneur Michel Ringeval |  |  |  | Barbarians français Titulaires 15 Émile Ntamack 14 Jean-Baptiste Lafond 13 Éric Bonneval 12 Denis Charvet 11 Didier Faugeron 10 Jean-Patrick Lescarboura 9 David Tastet 8 Christophe Deslandes 7 Alain Carminati 6 Éric Champ 5 Djakaria Sanoko 4 Dominique Erbani 3 Pascal Ondarts 2 Marc Dal Maso 1 Steve McDowall Remplaçants Patrick Estève Brendan Mullin Laurent Pardo Christian Bel Gérard Bertrand Richard Pool-Jones Grégoire Lascubé Entraîneur Jacques Fouroux |

### 1999:  Argentine contre XV Mondial
Le match se joue au stade du Ferro Carril Oeste de Buenos Aires. L'Argentine remporte le match 49 à 31.
| 17 avril 1989 | Argentine | 49 – 31 | XV Mondial 1999                                                                      | Ferro Carril Oeste, Buenos Aires Arbitre : E. Morrison |
| 17 avril 1989 | Essai(s) : Albanese, Corleto, Ledesma, Martin (2), Scelzo, Simone Transformation(s) : Cilley (3), Porta, Quesada (3) |         | Essai(s) : Arancibia, Clohessy, Mather, te Nana (2) Transformation(s) : Chalmers (3) | Ferro Carril Oeste, Buenos Aires Arbitre : E. Morrison |
| 17 avril 1989 | |         |                                                                                      | Ferro Carril Oeste, Buenos Aires Arbitre : E. Morrison |

| Argentine Titulaires Diego Albanese 15 Octavio Bartolucci 14 Eduardo Simone 13 Jose Orengo 12 Ignacio Corleto 11 Hugo Porta 10 Agustin Pichot 9 Pablo Camerlinckx 8 Miguel Ruiz 7 Rolando Martin 6 (cap.) Pedro Sporleder 5 Alejandro Allub 4 Fernando Diaz Alberdi 3 Mario Ledesma Arocena 2 Martin Scelzo 1 Remplaçants Juan Fernandez Miranda 16 Gonzalo Quesada 17 Jose Cilley 18 Nicolas Fernandez Miranda 19 José Santamarina 20 Ignacio Fernandez Lobbe 21 Roberto Travaglini 22 |  |  |  | XV Mondial Titulaires 15 Luis Criscuolo 14 Karl te Nana 13 Jamie Mayer 12 Barrie-Jon Mather 11 Alvar Enciso Fernández-Valderrama 10 Craig Chalmers 9 Ian Sanders 8 Dallas Seymour 7 Laurent Cabannes 6 Alberto Malo Navio 5 Mark Rowley 4 Al Charron 3 Peter Clohessy 2 Gordon Bulloch 1 Rod Snow Remplaçants 16 Bernardo Garcia 17 Nicolás Arancibia 18 Fernando Paullier 19 Alfonso Escobar 20 Neil McCarthy 21 Francisco de los Santos 22 Nathan Carter |

### 2006: Tournée en Angleterre et en Afrique du Sud
- En mai et juin 2006, une sélection mondiale sponsorisée par l'entreprise sud-africaine Steinhoff Holdings et entraînée par Bob Dwyer est formée pour jouer une série de 3 matchs contre les Saracens à Londres, contre l'Afrique du Sud à Johannesburg et contre la Western Province au Cap. Le dernier match est organisé pour le jubilé de l'ancien capitaine des Springboks Corné Krige, qui participe au match avec la Western Province.

En décembre 2006, une seconde sélection mondiale, toujours sponsorisée par Steinhoff Holdings et entraînée par Bob Dwyer, rencontre une sélection de joueurs sud-africains au Walkers Stadium de Leicester. Les sud-africains remportent sur le score de 32-7 ce match commémorant le centenaire de la première tournée des Springboks à l'étranger.

### 2008: Jubilé de Shane Williams
- Le 17 mai 2008, un XV Mondial mené par Justin Marshall rencontre une sélection des joueurs gallois vainqueur du Grand chelem de 2008 à l'occasion du jubilé de Shane Williams au Millennium Stadium de Cardiff. Le XV Gallois remporte la victoire sur le score de 65-57.

| 17 mai 2008 | XV Gallois | 65 – 57 | XV Mondial 2008                                                                                      | Millennium Stadium, Cardiff |
| 17 mai 2008 | Essai(s) : Shane Williams (2), Tom Shanklin (2), Jamie Roberts (2), Ian Gough, Dafydd James, Bradley Davies, Tom James |         | Essai(s) : Ceri Sweeney (3), Scott Morgan (2), Ben Foden, Elvis Seveali'i, Filo Tiatia, Paul Emerick | Millennium Stadium, Cardiff |
| 17 mai 2008 | |         | | Millennium Stadium, Cardiff |

### 2008: Tournée aux Tonga
- En juillet 2008, une sélection mondiale appuyée par l'IRB rencontre la sélection tongienne du couronnement à l'occasion du couronnement du roi des Tonga George Tupou V. Les tongiens battent sur le score de 60 à 26 un XV mondial mené par l'ancien capitaine du pays de Galles, Colin Charvis, et comprenant des joueurs anglais, australiens,fidjiens, gallois, néo-zélandais et samoans[17].

### 2011: TheChartisCup
- Le 11 juin 2011, une sélection mondiale rencontre les Asia Pacific Barbarians, coachés par David Campese, à Hong Kong sur le terrain du HKFC. Le XV Mondial, avec dans ses rangs Serge Betsen et Jean-Baptiste Élissalde, remporte le match 50 à 36. Parmi les protagonistes, le XV Mondial aligne S. Lauaki, J. Lewsey, L. Vainikolo, W. Mason, S. Parker, D. Carstens et A.J. Venter et les Asia Pacific Barbarians font jouer T. Kefu, T. Miuchi, A. Tuilagi, R. Caucaunibuca, V. Delasau, S. Bobo et S. Rabeni[18].

### 2014:  Afrique du Sud contre XV mondial
Le match se joue sur le terrain du Newlands Stadium du Cap. L'Afrique du Sud remporte le match 47 à 13.
| 7 juin 2014 17 h 05 | Afrique du Sud | 47 - 13 (18 - 13) | XV Mondial 2014                                                               | Newlands Stadium, Le Cap Arbitre : George Clancy |
| 7 juin 2014 17 h 05 | Essai(s) : Habana, Botha, B. du Plessis (2), Goosen, Le Roux Transformation(s) : Morné Steyn (2), Goosen (2) Pénalité(s) : Steyn (3) |                   | Essai(s) : Hargreaves Transformation(s) : O'Connor Pénalité(s) : O'Connor (2) | Newlands Stadium, Le Cap Arbitre : George Clancy |
| 7 juin 2014 17 h 05 | |                   |                                                                               | Newlands Stadium, Le Cap Arbitre : George Clancy |

| Afrique du Sud Titulaires Willie le Roux 15 Cornal Hendricks 14 JP Pietersen 13 François Steyn 12 Bryan Habana 11 Morné Steyn 10 Ruan Pienaar 9 Willem Alberts 8 Duane Vermeulen 7 Francois Louw 6 (cap.) Victor Matfield 5 Bakkies Botha 4 Jannie du Plessis 3 Bismarck du Plessis 2 Tendai Mtawarira 1 Remplaçants Schalk Brits 16 Gurthrö Steenkamp 17 Coenie Oosthuizen 18 Flip van der Merwe 19 Schalk Burger 20 Fourie du Preez 21 Johan Goosen 22 Lwazi Mvovo 23 Entraîneur Heyneke Meyer |  |  |  | XV Mondial Titulaires 15 James O'Connor 14 Drew Mitchell 13 Rene Ranger 12 Wynand Olivier 11 Hosea Gear 10 Matt Giteau (cap.) 9 Rory Kockott 8 Roger Wilson 7 Steffon Armitage 6 Mamuka Gorgodze 5 Alistair Hargreaves 4 Juandré Kruger 3 Carl Hayman 2 Craig Burden 1 Sona Taumalolo Remplaçants 16 Andrew Hore 17 Schalk Ferreira 18 Patric Cilliers 19 Iosefa Tekori 20 Alexandre Lapandry 21 Jimmy Cowan 22 François Trinh-Duc 23 Benson Stanley Entraîneur Nick Mallett |

### 2015:  Afrique du Sud contre XV mondial
| 11 juillet 2015 | Afrique du Sud | 46 - 10 (22-10) | XV mondial                                                                        | Newlands Stadium, Le Cap Arbitre : John Lacey |
| 11 juillet 2015 | Essai(s) : Damian de Allende (2), Eben Etzebeth, Willie le Roux (3), Cobus Reinach Transformation(s) : Handre Pollard (2), Pat Lambie (2) Pénalité(s) : Handre Pollard |                 | Essai(s) : Craig Burden Transformation(s) : Mike Harris Pénalité(s) : Mike Harris | Newlands Stadium, Le Cap Arbitre : John Lacey |
| 11 juillet 2015 | |                 |                                                                                   | Newlands Stadium, Le Cap Arbitre : John Lacey |

### 2023:  Barbarians contre XV mondial
Le 28 mai 2023, le XV mondial, dirigé par Steve Hansen, affronte les Barbarians d'Eddie Jones au Stade de Twickenham. Les Barbarians remportent ce match sur le score de 48 à 42.
| 28 mai 2023 | Barbarians | 48 - 42 (31 - 28) | XV mondial | Twickenham Stadium, Londres 32 597 spectateurs |
| 28 mai 2023 | Essai(s) : 8 Radwan (13e), Li (21e), Tamanivalu (27e, 79e), Lewies (30e), Anscombe (36e), Hougaard (51e) Johnson (71e) Transformation(s) : 4 Anscombe (22e, 28e, 37e, 52e) |                   | Essai(s) : 6 Negri (8e), Nkosi (15e, 75e), Ratuniyarawa (18e), Folau (24e), Hall (57e) Transformation(s) : 6 Hastings (9e, 17e, 20e, 25e), Patchell (58e, 76e) | Twickenham Stadium, Londres 32 597 spectateurs |
| 28 mai 2023 | |                   | | Twickenham Stadium, Londres 32 597 spectateurs |